# Voulzie
Pour les articles homonymes, voir Voulzie (homonymie).
La Voulzie est une rivière de France qui coule en Seine-et-Marne. C'est un affluent de la Seine en rive droite.

## Géographie
La Voulzie ou ru de Janvry est un cours d'eau du sud de la Brie qui naît sur le territoire de la commune de Voulton, à environ 8 kilomètres au nord-est de la ville de Provins. Au début le cours d'eau se dirige vers le sud-est, mais effectue assez tôt un quart de tour vers le sud-ouest, en direction de Provins. Puis après avoir traversé et baigné cette cité, la Voulzie s'oriente droit au sud et, après un parcours de 43,9 kilomètres, elle rejoint la Seine en rive droite à Saint-Sauveur-lès-Bray.

## Hydronymie
Son nom est mentionné sous les formes Vousie en 1261 ; Voscia (lire Voseia) au XIIe siècle.
La Voulzie a donné son hydronyme à la commune des Ormes-sur-Voulzie et partiellement à Voulton.

## Autre toponyme
- ru de janvry

## Communes traversées
Voulton ~ Beauchery-Saint-Martin ~ Léchelle ~ Sourdun ~ Saint-Brice ~ Provins ~ Poigny ~ Sainte-Colombe ~ Longueville ~ Jutigny ~ Chalmaison ~ Les Ormes-sur-Voulzie ~ Saint-Sauveur-lès-Bray.

## Affluents
Dix tronçons affluents sont référencés dont : 
- le ru des Grillons, 4 km sur les trois communes de Voulton, Léchelle, Beauchery-Saint-Martin ;
- le ru de Souspoix, 2 km sur les deux communes de Léchelle et Beauchery-Saint-Martin ;
- le ru de Valure, 3 km sur la seule commune de Beauchery-Saint-Martin ;
- le ruisseau des Auges, 5 km de Saint-Brice qui conflue à Provins ;
- le Durteint ou ru du Barcq, 17 km, qui prend naissance à Voulton et se jette dans la Voulzie à Poigny, avec trois affluents ;
- le ru du Dragon, 8 km, de Maison-Rouge à Longueville avec trois affluents et un sous affluent donc de rang de Strahler trois.

Donc le rang de Strahler est de quatre.

### Bassin versant
La Voulzie traverse trois zones hydrographiques (F232) (F231), (F230), pour un total de 286 km2 de superficie. Ce bassin versant est constitué à 85,18 % de « territoires agricoles », à 10,29 % de « forêts et milieux semi-naturels », à 4,79 % de « territoires artificalisés », à 0,02 % de « surfaces en eau ».

## Organisme gestionnaire

### Eau de Paris
L'aqueduc de la Voulzie (55,4 km), construit en 1925, alimente la capitale en détournant une partie des eaux de la Voulzie et de ses affluents. Il rejoint l'aqueduc de la Vanne entre Fontainebleau et Paris, et fournit près d'un quart de l'eau potable de la capitale.

## Hydrologie

### La Voulzie à Jutigny
Le débit moyen annuel, ou module, de la Voulzie a été observé durant une période de 35 ans (de 1974 à 2008), à Jutigny, localité située peu avant son confluent avec la Seine : il est de 1,69 m3/s pour une surface de bassin de 280 km2. 
La Voulzie présente des fluctuations saisonnières de débit extrêmement modérées. La période de hautes eaux se déroule en fin d'hiver et au printemps : elle est caractérisée par des débits mensuels moyens allant de 1,82 à 2,07 m3/s, de janvier à mai inclus (avec un maximum en mars et en avril). Dès le début du mois de juin, le débit diminue progressivement pour aboutir à la période des basses eaux qui a lieu d'août à novembre inclus, avec une baisse du débit moyen mensuel allant jusqu'à 1,32 m3/s au mois de septembre, ce qui est encore franchement abondant, pour un aussi petit cours d'eau. Cependant il peut arriver que les fluctuations de débit soient plus importantes ou qu'elles se produisent sur des périodes plus courtes.

### Étiage ou bases eaux
À l'étiage, le VCN3 peut chuter jusque 0,720 m3/s en cas de période quinquennale sèche, soit 720 litres par seconde, ce qui est très loin d'être sévère.

### Crues
Les crues sont rarement importantes, même compte tenu de la petitesse du bassin versant. Les QIX 2 et QIX 5  valent respectivement 6,9 et 9,9 m3/s. Le QIX 10 est de 12 m3/s, le QIX 20 de 14 m3/s, tandis que le QIX 50 se monte à 16 m3/s. 
Le débit instantané maximal enregistré à Jutigny durant cette période a été de 13,6 m3/s le 9 avril 1983, tandis que le débit journalier maximal était enregistré  le lendemain 10 avril, à raison de 13 m3/s. Si l'on compare la première de ces valeurs à l'échelle des QIX de la rivière, on constate que cette crue était d'ordre vicennal (vingt ans), c'est-à-dire nullement exceptionnelle.

### Lame d'eau et débit spécifique
Ainsi, la Voulzie est une rivière médiocrement abondante, comme la plupart de ses voisines du sud de la Seine-et-Marne ou de l'ouest de l'Aube toute proche. La lame d'eau écoulée dans son bassin versant est de 191 millimètres annuellement, ce qui est nettement inférieur à la moyenne de la France, tous bassins confondus, et aussi à la moyenne du bassin de la Seine (plus ou moins 240 millimètres par an). Le débit spécifique de la rivière (ou Qsp) atteint 6,0 litres par seconde et par kilomètre carré de bassin.

## La Voulzie dans la littérature
Hégésippe Moreau, poète du début du XIXe siècle ayant vécu à Provins, chante les charmes de la Voulzie en ces termes : 
« S'il est un nom bien doux, fait pour la poésie,

Ah! dites, n'est-ce pas le nom de la Voulzie,

La Voulzie, est-ce un fleuve aux grandes îles ? Non!

Mais avec un murmure aussi doux que son nom,

Un petit ruisseau, coulant visible à peine.

Un géant altéré le boirait d'une haleine.

Mais j'aime la Voulzie et ses bois noirs de mûres,

Et, dans son lit de fleurs, ses bonds et ses murmures,

Enfant, j'ai bien souvent, à l'ombre des buissons,

Dans le langage humain, traduit ses vagues sons. »